# Habenaria brachyplectron
Habenaria brachyplectron är en orkidéart som beskrevs av Frederico Carlos Hoehne och Schltr.. Habenaria brachyplectron ingår i släktet Habenaria och familjen orkidéer. Inga underarter finns listade i Catalogue of Life.